# Вилма, Эва
Эва Вилма (порт. Eva Wilma; 14 декабря 1933, Сан-Паулу, Бразилия — 15 мая 2021, там же) — бразильская актриса.

## Биография
Родилась 14 декабря 1933 года в Сан-Паулу.
После обучения профессии балерины и последующей работы в театре «de Arena», в 1953 году она снялась в нескольких кинофильмах. В 1954 году один из «отцов-основателей» Бразильского телевидения, директор телесети «ТВ-ТУПИ» Кассиано Габуш Мендес пригласил её на главную роль в комедийный сериал (ситком) «Привет, сладкая!», основанный на успешном американском телесериале «Я люблю Люси».
Её партнёром по сериалу стал актёр Джон Эрберт, за которого она вышла замуж в 1955 году. В соответствии с названием сериала их дуэт (союз) в народе называли «сладкая парочка». Сериал оставался в эфире по 1963 год. Она продолжила работать на «ТВ-ТУПИ», одновременно снимаясь в кино и играя в театре. Самыми успешными работами 1970-х годов, прославившими её на всю Бразилию, стали роли в теленовеллах Ивани Рибейру «Женщины из Песка» и «Путешествие». Сериал «Женщины из Песка» (1973) — первая версия телесериала, известного в нашей стране под названием Секрет тропиканки. Она замечательно исполнила роли сестёр-близнецов Рут и Ракел без применения «голубого экрана» и компьютера, ставших доступными позже. Во второй версии сериала, повторившей успех первой, главную роль исполнила Глория Пирес. За исполнение ролей в сериале «Женщины из Песка» в 1974 году она получила приз «APCA trophy» из рук Режины Дуарте, фактически получившей его. Режина посчитала, что её коллега была более достойна этой награды.
Сериал «Путешествие» (в котором она сыграла в паре с Тони Рамосом), затрагивающий тему связи между реальным и потусторонними мирами, основанной на учении Аллана Кардека, принесла ей в 1975 г. вторую премию «APCA trophy» за лучшую женскую роль на телевидении. Главную роль в успешном ремейке этого сериала в 1994 г. исполнила актриса Кристиана Торлони.
В 1980 году, в связи с крахом и закрытием «ТВ-ТУПИ», она переехала в Рио-де-Жанейро и подписала контракт с телекомпанией «Глобу». На «новом месте работы» среди десятков телесериалов особенно яркими были роли, исполненные в телесериалах «Огненное колесо» 1986 г. и «Непокорная» 1997 г. В 1998—1999 годах исполнила главную роль (доктора Марты) в телепроекте Даниэля Фильу «В мире женщин». Сериал напоминал своим сюжетом известный телесериал «Скорую помощь», только с гинекологическим уклоном.
Актриса была одной из самых известных театральных актрис Бразилии, она приняла участие более чем в 30 театральных постановках. За исполнение главной роли в спектакле, поставленном Жозе Вилкером, «Дорогая мамочка» актриса была удостоена премии Мольер (главная театральная премия Бразилии), премии «Шелл». 14 ноября 2003 года в Сан-Паулу открылся «Театр Эвы Вилмы», названный в её честь.
В кино актриса с 1980-х годов снималась менее активно. Всего она снялась более, чем в 30 фильмах.
Скончалась 15 мая 2021 года в Сан-Паулу от рака яичников в возрасте 87 лет.

## Личная жизнь
Эва Вилма родилась в семье русской еврейки и немецкого металлурга, родители всегда поддерживали в дочери стремление к искусству.
Первый брак с актёром Джоном Эрбертом продлился 21 год (1955—1976). У них родилось двое детей — Вивиен и Джон-младший. В 1977 году Эва вышла замуж за другого актёра и режиссёра — Карлоса Зару, счастливый брак с которым продлился до его смерти в 2002 году. Карлос Зара скончался от осложнений, вызванных раком пищевода. 
Эва Вилма — бабушка четырёх внуков.

## Фильмография
- 2011 — Изысканная гравюра (Fina Estampa) — Ирис
- 2007 — Запретное желание — Кандида Новаис
- 2006 — Страницы жизни — эпизод
- 2006 — Ж.К. — Луизинья Неграо
- 2004 — Единственное сердце — Эва Вилма
- 2004 — Талисман — Лукресия Боржес
- 2002 — Земля любви, земля надежды — Роза
- 2002 — Все круги ада — Мария I
- 2001 — Семья Майя — Мария да Кунья
- 1998/1999 — В мире женщин — Доктор Марта Коррейа Лопес
- 1997 — Непокорная — Мария Алтива
- 1996 — Роковое наследство — Мариэтта Бердинацци
- 1995 — История любви — Зулейка Виана Сампайо
- 1994 — Моя родина — Тереза Пелегрини
- 1993 — Мадонна из кедра — Мария
- 1993 — Минная карта — Татьяна Торрес
- 1992 — Мятежные годы — Жоана
- 1992 — Камень о камень — Илда Понтес
- 1990 — Mico Preto — Нене
- 1987 — Sassaricando — Пенелопе
- 1986/1987 — Счастливого старого года! — Лусия
- 1987 — Огненное колесо — Маура Гарсез
- 1986 — De Quina pra Lua — Анжелина Жесус Батиста
- 1984 — Transas e Caretas — Франсиска Моура Империал
- 1983 — Война полов — Барабара
- 1982 — Elas por Elas — Марсия
- 1981 — Каменный круг — Лаура Прадо
- 1978 — Право родиться — Мария Элена
- 1975 — Путешествие — Дина Толедо
- 1974 — Синяя Борода — Жо Пентеадо
- 1973 — Женщины из Песка — Рут/Ракел
- 1971 — Наша дочь Габриэла — Габриэла
- 1969 — Признания Пенелопе — Пенелопе
- 1963 — Остров
- 1954/1963 — Привет, сладкая! — различные персонажи
- 1953 — Влюблённые из Сан-паулу — различные персонажи

## Премии
- 1974 — APCA trophy — Лучшая телеактриса (сериал «Женщины из Песка»)
- 1975 — APCA trophy — Лучшая телеактриса (сериал «Путешествие»)
- 1998 — APCA trophy — Лучшая телеактриса (сериал «Непокорная»)
- 1998 — премия Контиго — лучшая актриса (сериал «Непокорная»)
- 2018 — Орден Культурных заслуг (Бразилия)